# Nanhermannia transversaria
Nanhermannia transversaria är en kvalsterart som beskrevs av Hammer 1972. Nanhermannia transversaria ingår i släktet Nanhermannia och familjen Nanhermanniidae. Inga underarter finns listade i Catalogue of Life.